# Городище (Козинська сільрада)
Городище — село в Рильському районі Курської області Росії. Входить до складу Козинської сільради. Саме з цього села військові РФ періодично обстрілюють українські прикордонні території в Глухівській міській громаді.

## Географія
Село знаходиться на річці Обеста (лівий приплив Клевені), за 140 км на захід від Курська, за 36 км на захід від районного центру — міста Рильськ, за 3 км від центру сільради — Козино .
Клімат
Городище, як і весь район, розташоване в поясі помірно-континентального клімату з теплим літом і відносно теплою зимою (Dfb у класифікації Кеппена).

## Історія
29 квітня 2024 року з села по території Сумщини випущено понад 30 мінометних снарядів, котрі впали на околиці населеного пункту Глухівської міської громади 
16 червня 2022 року близько 13 години, у ході російсько-української війни, з боку села Городище з реактивних систем залпового вогню обстріляли територію села Катеринівка Шалигинської селищної громади. Внаслідок цього був пошкоджений сільгоспоб'єкт повідомили в Державній прикордонній службі України.

## Населення
| Чисельність населення | Чисельність населення |
| 2002                  | 2010                  |
| --------------------- | --------------------- |
| 213                   | ↘155                  |

## Інфраструктура
Особисте підсобне господарство. У селі 118 будинків .

## Транспорт
Городище знаходиться на автодорозі регіонального значення 38К-017 (Курськ — Льгов — Рильськ — державний кордон з Україною) і на автодорозі міжмуніципального значення 38Н-356 (38К-017 — Локоть), за 2,5 км від найближчого залізничного пункту Локоть (колишня українська залізнична лінія Хутор-Михайлівський — Ворожба). Зупинка громадського транспорту.
За 202 км від аеропорту імені В. Г. Шухова (неподалік Бєлгорода в Росії).